# Fehérszárnyú cinege
A fehérszárnyú cinege (Melaniparus leucomelas) a verébalakúak (Passeriformes) rendjébe, ezen belül a cinegefélék (Paridae) családjába tartozó kis termetű, 15-16 centiméter hosszú madárfaj. Közép-Afrikában él, Angolától Etiópiáig. Alapvetően rovarevő, de fogyaszt magokat és gyümölcsöket is. Monogám, magányosan költ.

## Alfajai
Két alfaja ismert: a M. l. leucomelas (Rüppell, 1840), mely a Etiópia középső és délkeleti részén él, és a M. l. insignis (Cabanis, 1880), mely a többi közép-afrikai országra jellemző.

## Külső hivatkozások
- Parus leucomelas
- Parus leucomelas